# ناحیه مارلت، میشیگان
ناحیه مارلت (به انگلیسی: Marlette Township) یک منطقهٔ مسکونی در ایالات متحده آمریکا است که در شهرستان سانیلاک واقع شده‌است.
 ناحیه مارلت ۱۳۶٫۰ کیلومتر مربع مساحت و ۲٬۰۵۱ نفر جمعیت دارد و ۲۴۵ متر بالاتر از سطح دریا واقع شده‌است.